# Lîtvîneț, Kaniv
Lîtvîneț (în ucraineană Литвинець) este localitatea de reședință a comunei Lîtvîneț din raionul Kaniv, regiunea Cerkasî, Ucraina.

## Demografie
Componența lingvistică a localității Lîtvîneț
     Ucraineană (98,33%)
     Rusă (1,55%)
Conform recensământului din 2001, majoritatea populației localității Lîtvîneț era vorbitoare de ucraineană (98,33%), existând în minoritate și vorbitori de rusă (1,55%).